# Dubler Mohrenköpfe

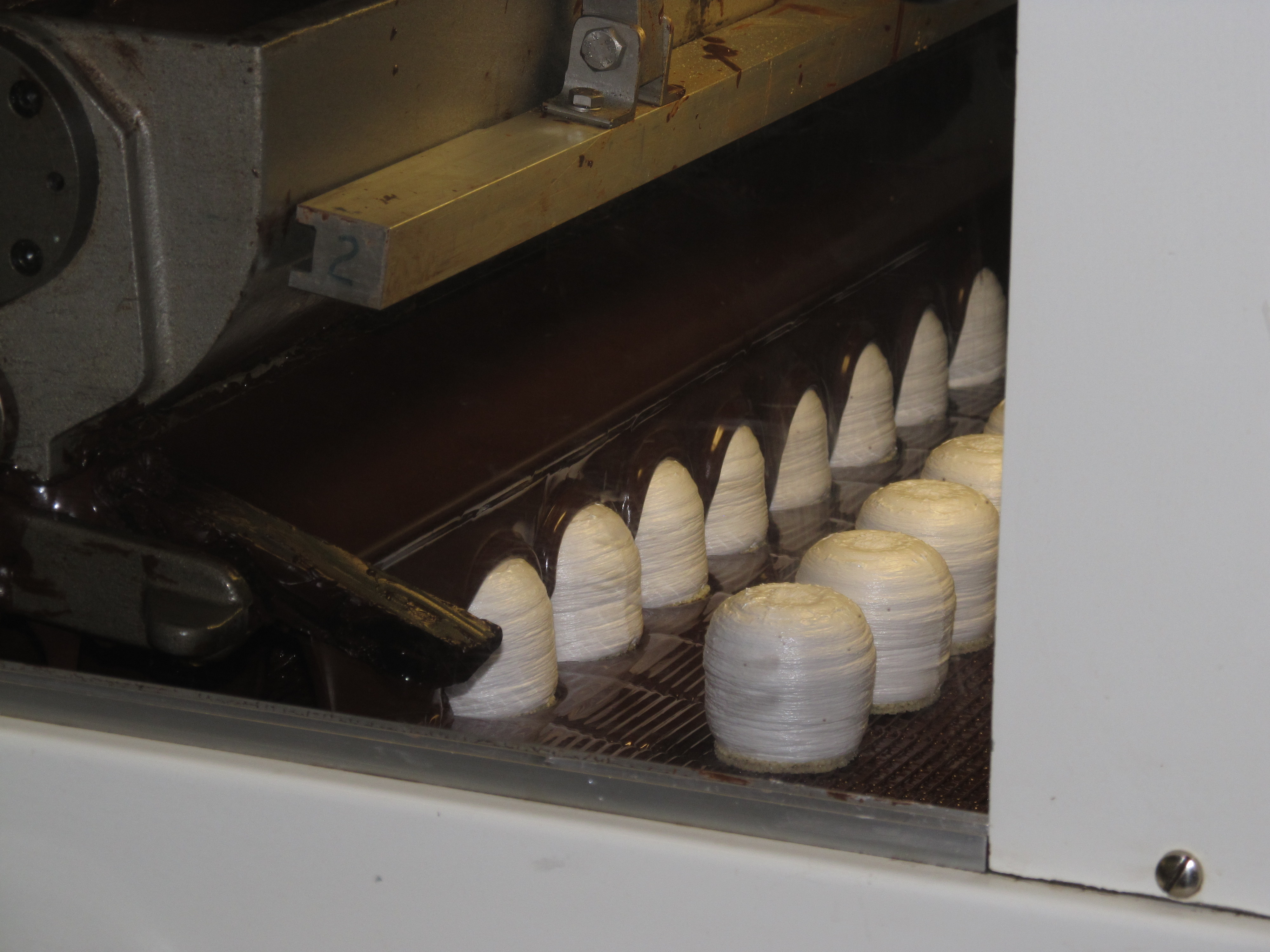
Herstellprozess (2013)

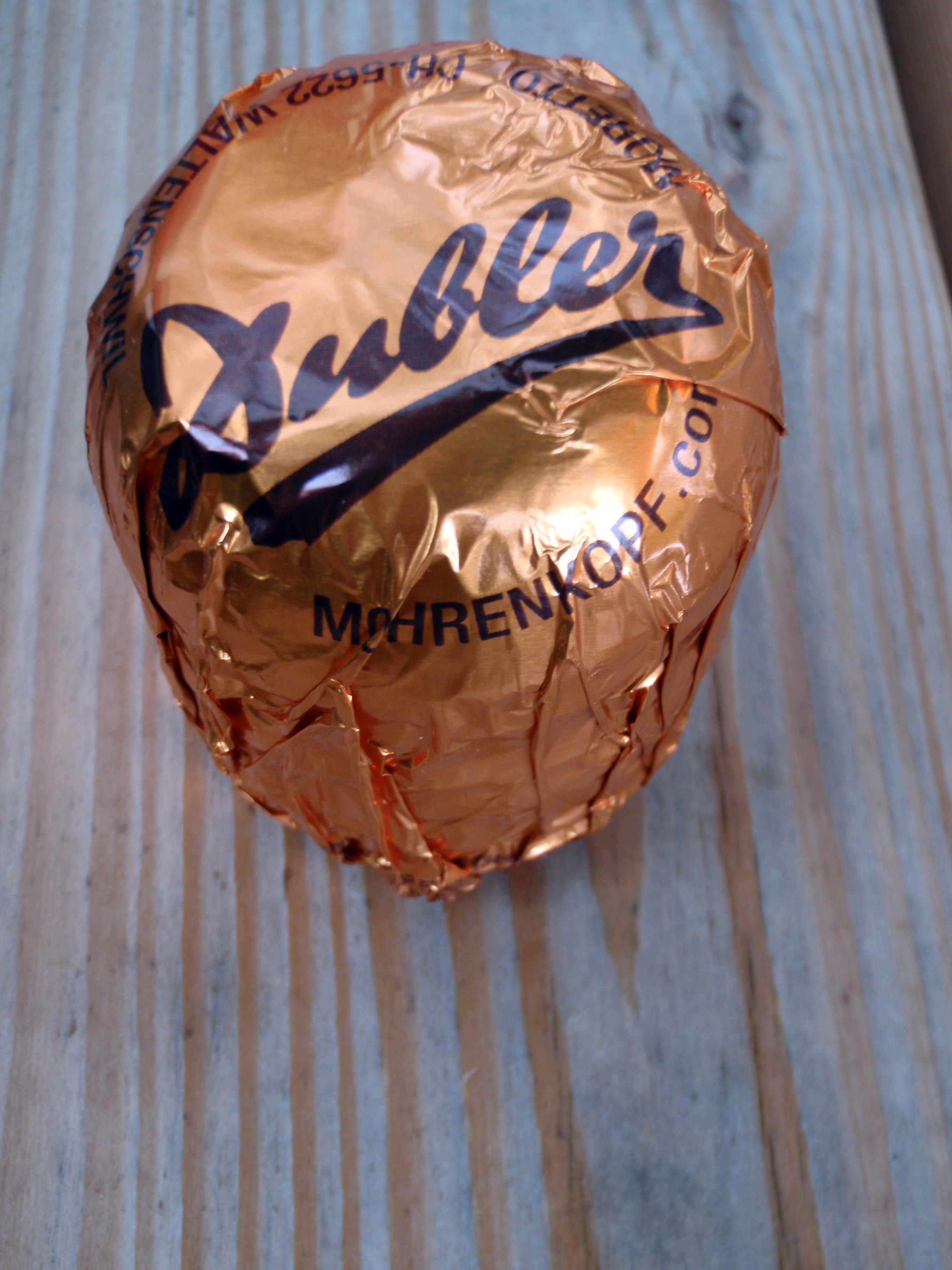
Verpackter Mohrenkopf mit Firmenlogo

Dubler Mohrenkopf ist eine Süssware des Schweizer Konfiserieunternehmens Robert Dubler AG in Waltenschwil im Kanton Aargau. Beim Mohrenkopf handelt es sich um ein Schaumgebäck («Schokokuss»), das von Dubler in zwei Grössen hergestellt wird. Überregionale Bekanntheit erlangte das Unternehmen auch in der Diskussion um die Konnotation des Begriffes.

## Unternehmen
Die Robert Dubler AG wurde 1946 von Robert Dubler (senior) (* 1913; † 1974) und seiner Frau Frieda (* 1926; † 2011) in Wohlen gegründet. Dubler war gelernter Konditor und Confiseur mit Erfahrungen in der Herstellung von Chocolaterie-Spezialitäten. Begonnen hat alles mit einer Waffelfabrikation. Bis zur Idee mit dem Mohrenkopf. In Handarbeit begannen die Dublers mit der Produktion von Mohrenköpfen in einer Waschküche. Ohne Maschinen nur mit Dressiersack fabrizierten sie bis zu 4'000 Mohrenköpfe pro Tag. Da die Räumlichkeiten bald zu klein wurden erstellten sie 1953 am heutigen Standort in Waltenschwil ein Fabrikationsgebäude mit Wohnhaus. Um Mitte der 1960er Jahre spezialisierte sich Dubler auf die Produktion von Mohrenköpfen.
1970 trat Sohn Robert (* 1947) in den Familienbetrieb ein. Ein Jahr später wurde ihm die Leitung übertragen. Als Autorennfahrer nahm und nimmt er mit seiner Corvette regelmässig an Rennen teil. Seit 2006 wird er durch seine Frau Amanda (* 1982) in der Geschäftsleitung, Buchhaltung und Unterhalt unterstützt. Dubler und Frau Amanda restaurieren und reparieren ihre Rennwagen und die defekten Teile an den Produktionsmaschinen selber.
2005 machte das Unternehmen 60 % seines Umsatzes im Direktverkauf. Es wurde 2017 Ziel einer vielbeachteten Petition über die Verwendung des Begriffes «Mohrenkopf», die als Beispiel für «gelenkte Umbenennungen» aufgegriffen wurde.
2018 hatte das Unternehmen 15 Mitarbeiter. Der Umsatz betrug 2019 4 Mio. Franken. Dafür wurden rund 10 Millionen Mohrenköpfe abgesetzt.

## Mohrenkopf

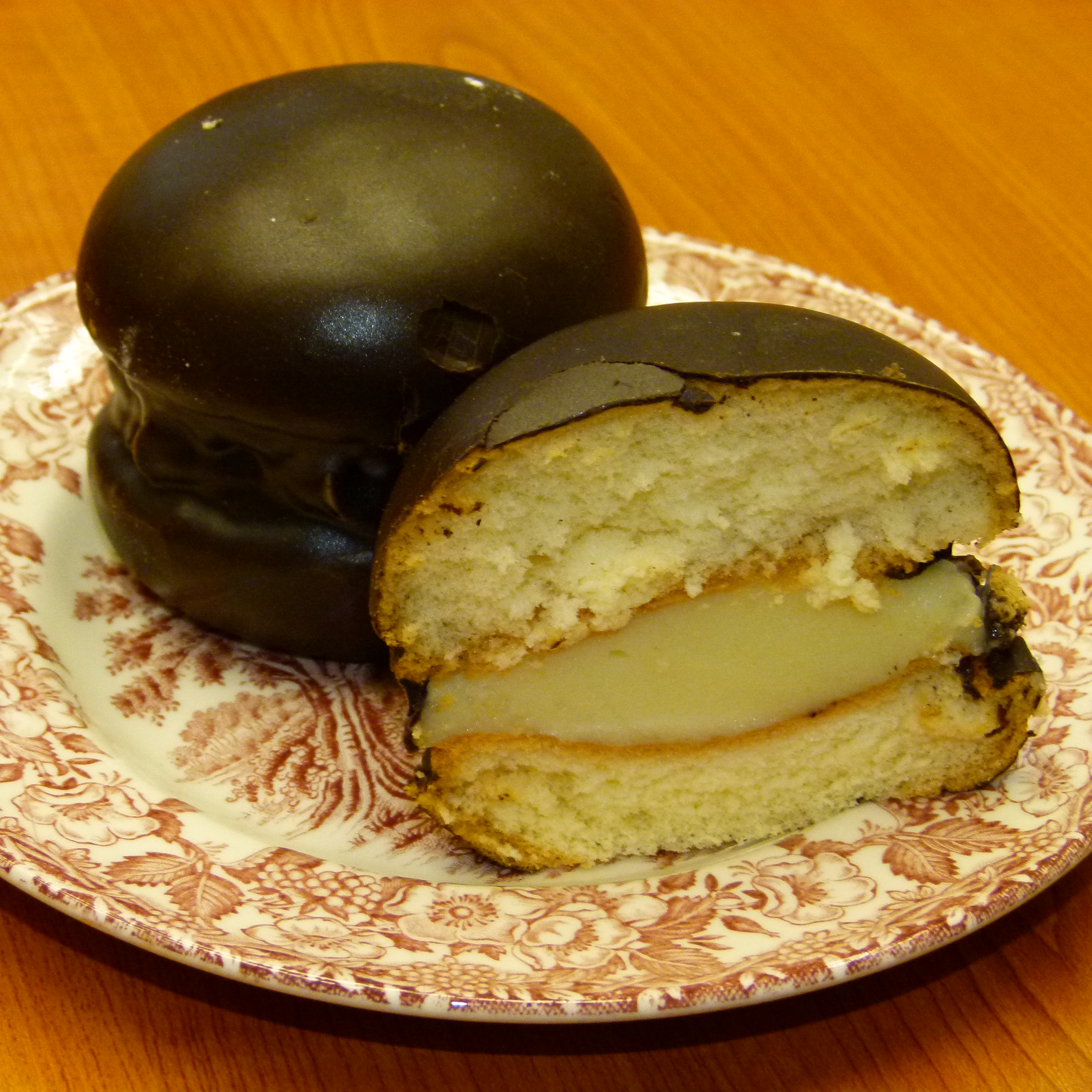
Mohrenkopf nach Leipziger Vorbild

Der Ursprung, woher und zu welchem Zeitpunkt der Mohrenkopf entstanden ist, ist nicht klar überliefert. Es wurden unter gleicher Bezeichnung unterschiedliche Produkte angeboten.
So wurden um 1800 angeblich in Dänemark Mohrenköpfe hergestellt. Wobei Angaben über deren Zusammensetzung nicht bekannt sind. In Frankreich sollen im 19. Jahrhundert von Konditoreien so genannte Tête de nègre (Negerkopf) fabriziert worden sein. Diese bestanden angeblich aus einer meringueartigen Masse mit einem Guss aus Schokolade.
Leipziger Bäcker reklamierten Ende des 19. Jahrhunderts den «Mohrenkopf» als ihre Erfindung. Im Jahre 1892 konnte in Schriften in Leipzig der Begriff «Mohrenkopf» erstmals nachgewiesen werden. Das damals so bezeichnete Gebäck bestand aus einem Biskuit, gefüllt mit Vanillepudding oder Marmelade und war mit Schokolade überzogen.
Bis in die 1920er Jahre wurde «Mohrenkopf» in schweizerischen Confiseriebüchern nicht erwähnt. Mohrenköpfe nach Leipziger Vorbild mit Vanillepudding werden seit Mitte des 20. Jahrhunderts auch in der Schweiz angeboten.
Erst nach dem Zweiten Weltkrieg begann die Produktion von speziellen Mohrenköpfen in der Schweiz und in Deutschland. Auf einem runden, dünnen Waffelboden aus Weizenmehl wird Eiweissschaum aufgesetzt und mit einer dünnen Schokoladenhaut überzogen. Diese Art Mohrenkopf unterscheidet sich grundsätzlich von seinem Leipziger Namensvetter und wird seit 1946 unverändert von der Robert Dubler AG produziert.

## Debatte um Dubler Mohrenköpfe
Dubler verwendet bis heute den Begriff «Mohrenkopf», der allerdings als rassistisch konnotiert gilt (siehe Schokokuss). Das Unternehmen geriet dadurch bereits mehrfach in die Kritik.
Bei einer Debatte 2009 verbürgte sich Dubler, die umstrittene Bezeichnung «Dubler Mohrenköpfe» als Marke für immer beizubehalten.
2020 geriet das Unternehmen in die Diskussion, als der Grossverteiler Migros – nach dem Todesfall George Floyd in den USA – die «Dubler Mohrenköpfe» aus dem Sortiment nahm. Angefangen hatte die Diskussion schon 2017. Die Mohrenköpfe waren nie im Sortiment der Migros-Filialen, lediglich bei Migrolino, was 2 % bis 3 % von Dublers Umsatz ausmachte. Im Juli 2020 nahm Migrolino die Dubler Mohrenköpfe aus dem Sortiment. Die Schweizer Detailhandelsorganisationen Spar und Volg kündigten an, darüber auch nachzudenken. Im Juni 2020 nahm der Verkauf ab Fabrikladen aufgrund der Diskussion um die Migros-Entscheidung stark zu. Im Juli 2020 normalisierte sich die Nachfrage wieder. Ohne Zutun durch die Robert Dubler AG wurde die Debatte politisch. Die Schweizerische Volkspartei stellte eine Anfrage an den Zürcher Regierungsrat, um zu erfragen, welche Geschäftsbeziehungen der Kanton zur Migros unterhält. Die SVP witterte dabei «Diskriminierung von Produzenten». Unternehmen der Region starteten eine Solidaritätsaktion für den Hersteller und verteilten kostenlos das Produkt. Die Diskussion über die Verbannung der Dubler Mohrenköpfe ging in der Folgezeit weiter. Die Weltwoche-Autorin Joyce Küng kritisierte die Migros 2022 dafür.